# Томасино, Филип
Фили́п Томаси́но (англ. Philip Tomasino; 28 июля 2001, Миссисога, Онтарио, Канада) — канадский хоккеист, крайний нападающий клуба НХЛ «Питтсбург Пингвинз».

## Клубная карьера

### Юниорская карьера

##### Ниагара АйсДогз
В юношестве играл за клуб «Миссисога Рэбелс». На драфте ОХЛ 2017 года был выбран под общим пятым номером командой «Ниагара АйсДогз».
23 сентября 2017 года сыграл первую игру за «АйсДогз» против «Гамильтона» и заработал передачу. 19 октября 2017 года Томасино забил первый гол в ОХЛ Джейкобу Ингэму из клуба «Миссиссога Стилхедз» в победном матче, который окончился со счётом 6:3 в пользу «Ниагары». В 61 игре в сезоне 2017/18 Томасино забил пять голов и набрал 24 очка. 2 марта 2018 года он был назван лучшим игроком Центрального дивизиона за февраль.
Во втором сезоне за «АйсДогз» Томасино увеличил количество очков до 72. 29 сентября 2018 года Филип заработал четыре передачи в победе над «Норт-Бэем» со счётом 6:1. Томасино записал свою первую игру с несколькими голами в своей карьере в ОХЛ 17 ноября 2018 года, забив дважды в победе со счетом 6:3 над «Эри Оттерс». Томасино установил рекорд в карьере по количеству очков в одном матче 15 декабря 2018 года, после того, как он забил два гола и отдал три передачи в матче против «Ошавы Дженералз» со счётом 6:2. 26 марта 2019 года Томасино забил первый в карьере гол в плей-офф ОХЛ, когда он дважды забил и отдал передачу в матче против «Норт-Бэя», окончившимся со счётом 6:0. В 11-и постсезонных матчах Филип забил четыре гола и набрал семь очков.
В следующем сезоне получил нашивку ассистента капитана. 4 октября 2019 года оформил первый хет-трик в ОХЛ, набрав в матче против «Кингстона» (8:4) шесть очков. 2 января 2020 года вновь набрал шесть очков за матч (2+4) в матче против «Норт-Бэя», который завершился со счётом 9:8 в пользу «Ниагары».

##### Ошава Дженералз
9 января 2020 года «Ниагара АйсДогз» обменяла Томасино в «Ошаву Дженералз» на права на защитника Дэвида Гуччиарди и девять драфт-пиков.
Свою первую игру за «Дженералз» провел удачно, набрал 5 очков в матче против «Уиндзора» (6:3). 25 января 2020 года Томасино вновь набрал 5 очков, но уже в матче против «Кингстона» (7:4). В 26-и играх за «Ошаву» Филип набрал 43 очка, из которых 18 — голы. Всего за сезон 2019/20 набрал 100 очков в 58-и играх, заняв четвёртое место по результативности в регулярном сезоне ОХЛ.

### Профессиональная карьера

#### Нэшвилл Предаторз
На Драфте НХЛ 2019 года, проходившем в Ванкувере, был выбран под общим 24-м номером командой «Нэшвилл Предаторз». Перед сезоном 2019/20 участвовал в тренировочном лагере новичков «Предаторз», но вскоре был отправлен обратно в «Ниагару». 21 октября 2019 года подписал профессиональный трёхлетний контракт новичка с «Нэшвилл Предаторз».
Сезон 2020/21 полностью провёл в АХЛ, так как ОХЛ полностью пропустила сезон из-за последствий коронавирусной инфекции. За 29 матчей в «Чикаго Вулвз» Томасино набрал 32 (13+19) очка и стал лучшим бомбардиром, а также вторым снайпером команды. В мае 2021 года «хищники» вызвали Томасино из АХЛ, где завершился сезон, но следующее появление Филипа на льду было лишь в следующем сезоне. По окончании сезона 2020/21 Томасино был включён в команду новичков АХЛ.
На старт сезона 2021/22 был включён в основной состав. Первую игру в НХЛ провёл 14 октября в матче против «Сиэтл Кракен», выйдя в четвёртом звене с Коди Глассом и Ником Казинсом и не набрав очков. 21 октября, в своей второй игре на профессиональном уровне, забросил свою первую шайбу в НХЛ в ворота Игоря Шестёркина из «Нью-Йорк Рейнджерс». В сезоне 2021/22 в 76 матчах имел 32 (11+21) очка.
Следующие 3 года Томасино проводил преимущественно между АХЛ, нижними звеньями «хищников» и запасом, в связи с чем его результативность и торговая ценность значительно снизились.

#### Питтсбург Пингвинз
25 ноября 2024 года был обменян в «Пингвинз» на пик четвёртого раунда-2027. 

## Статистика
| Легенда | Легенда                    | Легенда | Легенда                   | Легенда | Легенда    |
| ------- | -------------------------- | ------- | ------------------------- | ------- | ---------- |
| И       | Количество проведённых игр | Штр     | Штрафное время            | +/−     | Плюс-минус |
| Г       | Голы                       | П       | Голевые передачи          | О       | Очки       |
| -       | Статистика неизвестна      | —       | Статистика не учитывалась |         |            |